# Arte drag

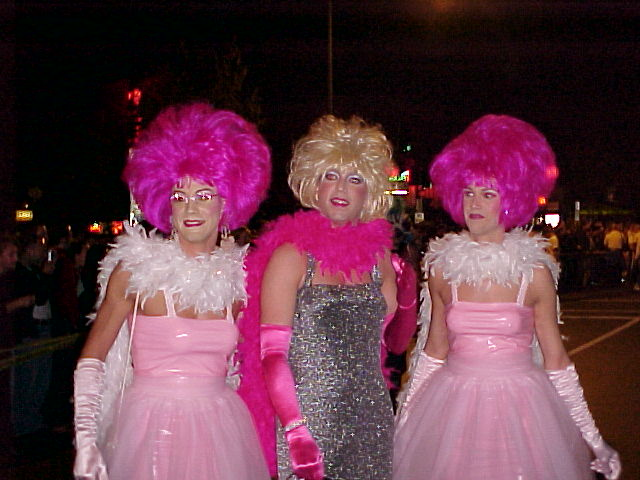
Participantes de High Heel Drag Race en Washington D. C.,Estados Unidos

El término drag se refiere a la performance de la masculinidad, la feminidad u otras formas de expresión de género, a menudo exagerando los aspectos de género y sus roles con fines de entretenimiento. Una drag queen es alguien (generalmente hombre) que performa la feminidad, a menudo de forma exagerada, un drag king es alguien (generalmente una mujer) que performa la masculinidad y un drag queer es alguien que performa una androginia o neutralidad de género. El término puede usarse como sustantivo, como en la expresión drag, o como adjetivo, como en show drag.

## Etimología
El uso de "drag" en este sentido apareció impreso ya en 1870 pero su origen es incierto. Una raíz etimológica sugerida es la jerga del teatro del siglo XIX, de la sensación de faldas largas arrastrándose por el suelo. Es posible que se haya basado en el término "grand rag", que históricamente se usó para un baile de máscaras. Otros sugieren que el término significaba dressed as a girl (en inglés: vestido de niña).